# 14.º governo republicano (Portugal)

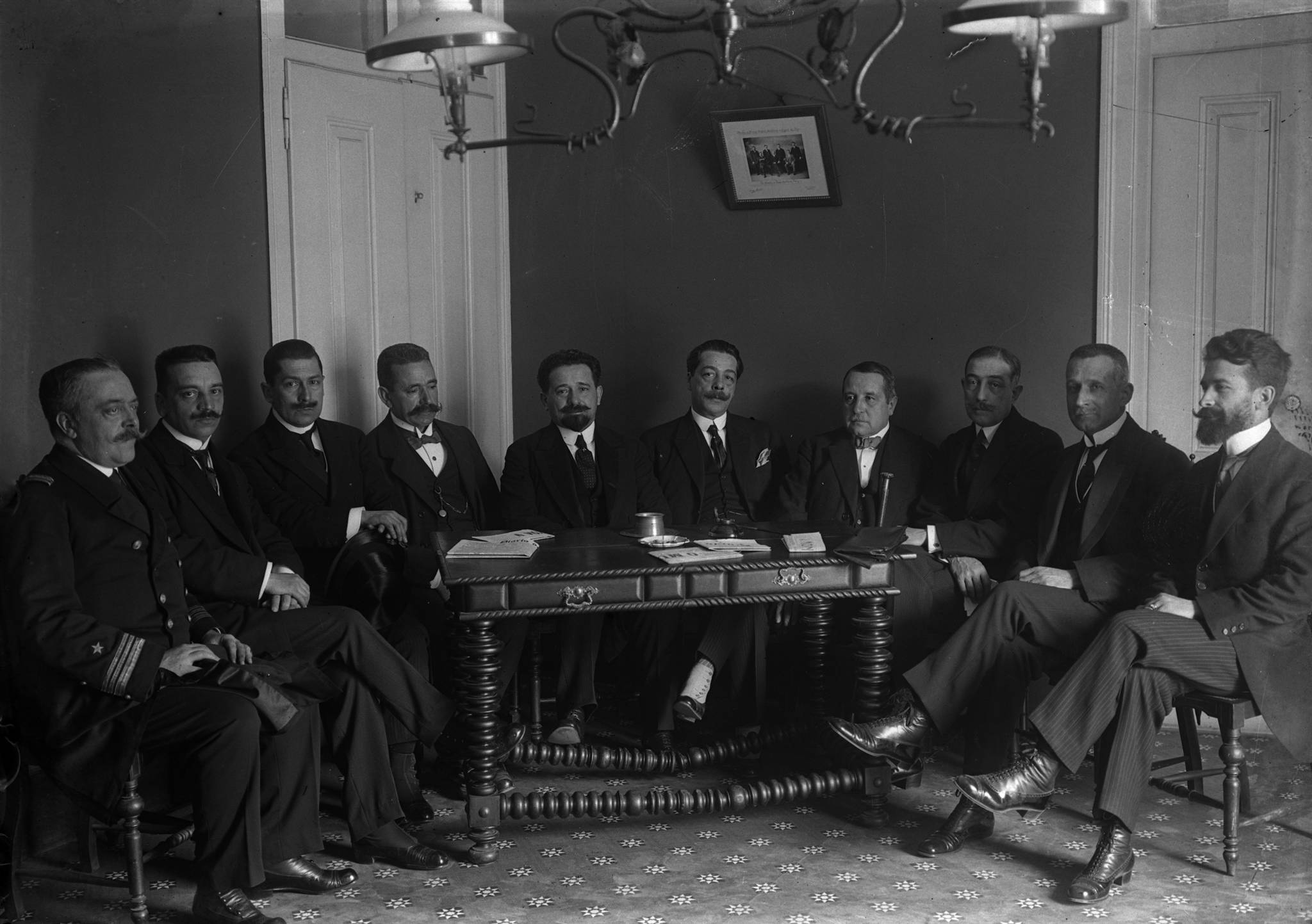
O 14.º Governo Republicano de Portugal reunido, em fotografia de Joshua Benoliel.

O 14.º governo da Primeira República Portuguesa, nomeado a 25 de abril de 1917 e exonerado a 10 de dezembro de 1917, foi liderado por Afonso Costa.
A sua constituição era a seguinte:
| Cargo                                                    | Detentor | Detentor                                               | Período                                         |
| -------------------------------------------------------- | -------- | ------------------------------------------------------ | ----------------------------------------------- |
| Presidente do Ministério                                 |          | Afonso Costa (1871–1937)                               | 25 de abril de 1917 a 10 de dezembro de 1917    |
| Presidente do Ministério                                 |          | José Norton de Matos (interino) (1867–1955)            | 7 de outubro de 1917 a 25 de outubro de 1917    |
| Presidente do Ministério                                 |          | José Norton de Matos (interino) (1867–1955)            | 19 de novembro de 1917 a 10 de dezembro de 1917 |
| Ministro do Interior                                     |          | Artur de Almeida Ribeiro (1865–1943)                   | 25 de abril de 1917 a 10 de dezembro de 1917    |
| Ministro da Justiça e dos Cultos                         |          | Alexandre Braga (1868–1921)                            | 25 de abril de 1917 a 10 de dezembro de 1917    |
| Ministro da Justiça e dos Cultos                         |          | José Maria Barbosa de Magalhães (interino) (1879–1959) | 28 de novembro de 1917 a data indeterminada     |
| Ministro das Finanças                                    |          | Afonso Costa (1871–1937)                               | 25 de abril de 1917 a 10 de dezembro de 1917    |
| Ministro das Finanças                                    |          | Artur de Almeida Ribeiro (interino) (1865–1943)        | 7 de outubro de 1917 a 25 de outubro de 1917    |
| Ministro das Finanças                                    |          | Artur de Almeida Ribeiro (interino) (1865–1943)        | 19 de novembro de 1917 a 10 de dezembro de 1917 |
| Ministro da Guerra                                       |          | José Norton de Matos (1867–1955)                       | 25 de abril de 1917 a 10 de dezembro de 1917    |
| Ministro da Guerra                                       |          | Afonso Costa (interino) (1871–1937)                    | 10 de maio de 1917 a 5 de julho de 1917         |
| Ministro da Marinha                                      |          | José António Arantes Pedroso (1875–1918)               | 25 de abril de 1917 a 10 de dezembro de 1917    |
| Ministro dos Negócios Estrangeiros                       |          | Augusto Soares (1873–1954)                             | 25 de abril de 1917 a 10 de dezembro de 1917    |
| Ministro dos Negócios Estrangeiros                       |          | Alexandre Braga (interino) (1868–1921)                 | 7 de outubro de 1917 a 25 de outubro de 1917    |
| Ministro dos Negócios Estrangeiros                       |          | Ernesto de Vilhena (interino) (1876–1967)              | 19 de novembro de 1917 a 10 de dezembro de 1917 |
| Ministro do Fomento                                      |          | Herculano Galhardo (1868–1944)                         | 25 de abril de 1917 a 5 de novembro de 1917     |
| Ministro do Comércio                                     |          | Herculano Galhardo (1868–1944)                         | 5 de novembro de 1917 a 10 de dezembro de 1917  |
| Ministro das Colónias                                    |          | Ernesto de Vilhena (1876–1967)                         | 25 de abril de 1917 a 10 de dezembro de 1917    |
| Ministro da Instrução Pública                            |          | José Maria Barbosa de Magalhães (1879–1959)            | 25 de abril de 1917 a 10 de dezembro de 1917    |
| Ministro da Instrução Pública                            |          | Artur de Almeida Ribeiro (interino) (1865–1943)        | 15 de setembro de 1917 a 25 de outubro de 1917  |
| Ministro do Trabalho e Previdência Social                |          | Eduardo Alberto Lima Basto (1875–1942)                 | 25 de abril de 1917 a 5 de novembro de 1917     |
| Ministro do Trabalho                                     |          | Eduardo Alberto Lima Basto (1875–1942)                 | 5 de novembro de 1917 a 10 de dezembro de 1917  |
|                                                          |          |                                                        |                                                 |
| Subsecretário de Estado das Finanças                     |          | Albino Vieira da Rocha (1885–1950)                     | 30 de abril de 1917 a 9 de dezembro de 1917     |
| Subsecretário de Estado da Guerra                        |          | António Mimoso Guerra (1867–1950)                      | 30 de abril de 1917 a 9 de dezembro de 1917     |
| Subsecretário de Estado do Trabalho e Previdência Social |          | Ernesto Navarro (1876–1938)                            | 26 de maio de 1917 a 9 de dezembro de 1917      |